# Trouillas
Trouillas – miejscowość i gmina we Francji, w regionie Oksytania, w departamencie Pireneje Wschodnie.
Według danych na rok 1990 gminę zamieszkiwały 1272 osoby, a gęstość zaludnienia wynosiła 75 osób/km² (wśród 1545 gmin Langwedocji-Roussillon Trouillas plasuje się na 287. miejscu pod względem liczby ludności, natomiast pod względem powierzchni na miejscu 469.).

## Populacja

Populacja Trouillas w latach 1962-2008